# Stefan Lippe
Stefan Lippe (Mannheim, Alemania, 11 de octubre de 1955-27 de marzo de 2020), fue un gerente de seguros alemán. Fue CEO de Swiss Re de 2009 a 2012 cuando Michel M. Liès lo sucedió como director ejecutivo del Grupo Swiss Re. 

## Carrera
Lippe nació en Mannheim. Estudió matemáticas y economía en la Universidad de Mannheim y se graduó en 1982. Luego fue asistente de investigación en la Cátedra de ciencias actuariales de la Universidad de Mannheim. Por su disertación fue galardonado con el Premio de la Fundación Kurt-Hamann. En octubre de 1983 se unió a Bavarian Re (Múnich), una subsidiaria de Swiss Re. En 1986 se convirtió en jefe del departamento de suscripción, negocio no proporcional. En 1988 fue nombrado miembro suplente del Consejo de Administración. En 1991 asumió la responsabilidad general de las actividades de la empresa en los países de habla alemana y fue nombrado miembro de pleno derecho del Consejo de Administración. En 1993 fue nombrado Presidente de la Junta Ejecutiva de Bavarian Re y en 1995 fue nombrado miembro de la Junta Ejecutiva ampliada de Swiss Re como jefe del Grupo Bavarian Re. En 2001 se convirtió en jefe del Grupo de Negocios de Propiedad y Accidentes y fue elegido miembro de la Junta Ejecutiva de Swiss Re. En septiembre de 2008 fue nombrado director de operaciones y director general adjunto. El 12 de febrero de 2009, en una situación de emergencia cuando Swiss Re estuvo al borde de la bancarrota y requirió una inyección de capital de 3000 millones de dólares de Berkshire Hathaway, fue nombrado CEO tras el despido de Jacques Aigrain.
Luego cofundó Acqupart Holding AG, donde fue vicepresidente del Consejo de Administración, y Acqufin AG. También cofundó Paperless Inc., ahora yes.com AG, donde fue presidente de la Junta Directiva. También fue presidente del Consejo de Administración de CelsiusPro AG. Se convirtió en Director de AXA en 2012 y presidente del Comité de Auditoría de AXA en 2013.

## Muerte
Murió el 27 de marzo de 2020 por complicaciones de Covid-19 causado por el virus del SARS-CoV-2 durante la pandemia de enfermedad por coronavirus.